# Aleksander Stawarz

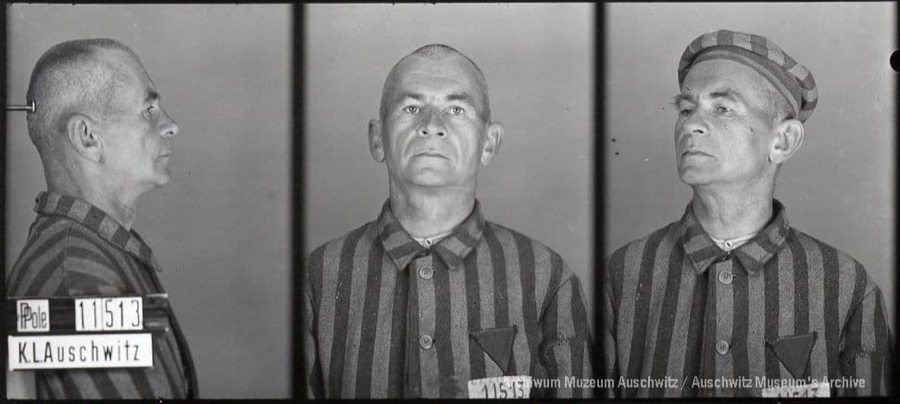
Aleksander Stawarz więzień KL Auschiwtz

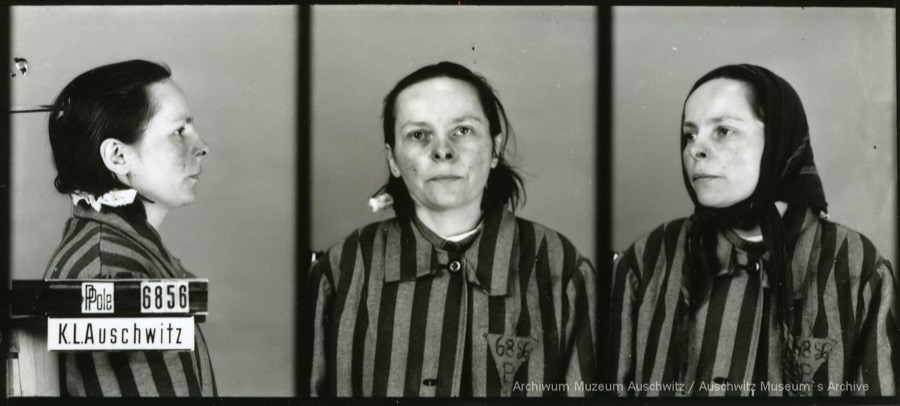
Maria Stawarz więzień KL Auschiwtz

Aleksander Józef Stawarz, ps. „Leśnik”, „Baca” (ur. 7 lipca 1896 w Krakowie, zm. 15 czerwca 1942 w KL Auschwitz) – pułkownik piechoty Wojska Polskiego, kawaler Orderu Virtuti Militari.

## Życiorys
Był synem Mikołaja i Eleonory z Gruców, młodszym bratem Stanisława, ofiary zbrodni katyńskiej.
Od sierpnia 1914 w szeregach Legionów Polskich walczył podczas I wojny światowej. Był żołnierzem w stopniu kaprala, a następnie plutonowego 5. a później 7. kompanii 2 pułku piechoty. W 1915 ukończył Szkołę Podchorążych. 1 maja 1916 awansował na chorążego.
Wiosną 1919 w Legionowie został organizatorem i dowódcą kompanii szturmowej 2 pułku piechoty Legionów. Podczas wojny polsko-bolszewickiej 1919–1921 dowodzona przez niego kompania szturmowa „położyła wielkie zasługi” w walkach o Mołodeczno (4 lipca 1919 roku), w szczególności w ataku na pociąg pancerny. W nocy z 10 na 11 lipca 1919 roku przeprowadził wypad na Dubrowę (biał. Дуброва, obecnie w rejonie smolewickim), w czasie którego rozbił bolszewicki batalion, wziął około 100 jeńców i kilka karabinów maszynowych. Dowódca 2 Dywizji Piechoty Legionów, generał Bolesław Roja w rozkazie pochwalnym stwierdził: „Cześć dzielnemu porucznikowi Stawarzowi i jego świetnej kompanii szturmowej”. On sam wsławił się zdobyciem Kalinówki na Białorusi oraz walkami pod Mińskiem w przededniu zawieszenia broni. W sierpniu 1920 zastępca dowódcy Grupy „Działdowo” i dowódca obrony Mławy.
3 maja 1922 został zweryfikowany w stopniu majora ze starszeństwem z dniem 1 czerwca 1919 i 495. lokatą w korpusie oficerów piechoty. W 1924 dowodził II batalionem 78 pułku piechoty. 4 lutego 1927 został przydzielony do dowództwa 4 Dywizji Piechoty w Toruniu na stanowisku rejonowego komendanta Przysposobienia Wojskowego. 23 stycznia 1929 awansował na podpułkownika ze starszeństwem z dniem 1 stycznia 1929 i 14. lokatą w korpusie oficerów piechoty. 23 sierpnia 1929 został wyznaczony na stanowisko zastępcy dowódcy 50 pułku piechoty Strzelców Kresowych w Kowlu. 23 marca 1932 otrzymał przeniesienie do 3 pułku strzelców podhalańskich w Bielsku na stanowisko zastępcy dowódcy pułku. W czerwcu 1934 został wyznaczony na stanowisko dowódcy 1 pułku piechoty Legionów w Wilnie. W listopadzie 1935 został przeniesiony na stanowisko dowódcy 12 pułku piechoty w Wadowicach. Na pułkownika został awansowany ze starszeństwem z dniem 19 marca 1938 i 7. lokatą w korpusie oficerów piechoty. W lipcu 1939 został wyznaczony na stanowisko dowódcy pododcinka nr 2 „Nowy Sącz” w Nowym Sączu, który był zakamuflowaną nazwą 2 Brygady Górskiej Strzelców.
W kampanii wrześniowej dowodził 2 Brygadą Górską Strzelców. Po rozbiciu sztabu 2 BG 7 września w Krośnie, dołączył do III baonu 1 pułku strzelców podhalańskich. Nocą z 9 na 10 września dotarł z baonem do Dynowa, gdzie zameldował się w sztabie Grupy Operacyjnej gen. Kazimierza Łukoskiego i wraz z nim wycofał się w kierunku Lwowa. Po kapitulacji miasta (22 września) uniknął niewoli sowieckiej, osiadł w Rabce. W czasie okupacji niemieckiej był członkiem Służby Zwycięstwu Polski i Związku Walki Zbrojnej. Zorganizował Dywizję Podhalańską w Konspiracji, która w roku 1940, w południowej części Krakowskiego liczyła kilkuset żołnierzy.
28 stycznia 1941 został aresztowany w Rabce przez Gestapo. Przewieziony do Zakopanego był poddany śledztwu w „Palace”, siedzibie Gestapo. Osadzony następnie w więzieniu w Nowym Wiśniczu, został 5 kwietnia 1941 wywieziony do niemieckiego obozu koncentracyjnego KL Auschwitz, (nr obozowy 11513), gdzie działał w konspiracji obozowej. 15 czerwca 1942 wezwany do obozowego Gestapo (Politische Abteilung), rozstrzelany pod ścianą śmierci bloku 11 w związku z działalnością konspiracyjną w Rabce.
Był żonaty z Marią Janiną (ur. 23 maja 1894 w miejscowości Latowicze), torturowaną przez gestapo i zmarłą 19 października 1942 w KL Auschwitz , gdzie miała numer obozowy 6856. Małżonkowie nie mieli dzieci.

## Ordery i odznaczenia
- Krzyż Srebrny Orderu Wojskowego Virtuti Militari nr 1117 – 28 lutego 1921[16][1]
- Krzyż Niepodległości – 6 czerwca 1931[17]
- Krzyż Walecznych czterokrotnie[1]
- Złoty Krzyż Zasługi – 10 listopada 1928[18]
- Medal Zwycięstwa (Médaille Interalliée) (zezwolenie Naczelnika Państwa w 1921)[19]